# Christoph von Kaufmann
Christoph Ludwig Dietrich von Kaufmann, auch Christoph Louis Dietrich von Kaufmann (* 15. Mai 1788 in Hannover; † 11. Januar 1867 in Hameln) war ein deutscher Verwaltungsjurist.

## Leben
Christoph von Kaufmann war Sohn des hannoverschen Hofrats Johann Friedrich von Kaufmann (1757–1833), der 1784 in den Reichsadel erhoben wurde, und seiner Ehefrau Sophie Catharine Amalie geb. Schlemm. Er besuchte das Lyceum in Hannover und begann Michaelis 1805 das Studium der Rechtswissenschaften an der Universität Göttingen. Er war Mitglied der vor dem 18. Januar 1809 heimlich bestehenden Landsmannschaft Hannovera und  am 18. Januar 1809 Mitstifter des Corps Hannovera Göttingen. Kaufmann trat in den Verwaltungsdienst des Königreichs Westphalen ein und wurde am 28. September 1809 Auditor in Hannover. Am 6. November 1810 erfolgte seine Ernennung zum königlich Westf. Assessor beim Strafgericht in Hannover. Im Oktober 1813 wurde er königlich hannoverscher Amtsauditor und am 22. Oktober 1816  Amtsassessor in Hannover. Kaufmann war 1817 Amtsassessor im Amt Grohnde und 1822 im Amt Aerzen. Am 9. März 1823 wurde Zweiter und am 11. April 1836 Erster Beamter (Amtmann) im Amt Hameln. 
Kaufmann heiratete am  1. Oktober 1825 Johanna geb. Borchers († 17. April 1842) aus Bremen. Die beiden hatten zwei Söhne und eine Tochter.
Seine jüngeren Brüder waren August von Kaufmann, Oberamtmann im Amt Medingen, Georg Christian Hermann (1794–1869) Geheimer Medizinalrat und Leibarzt der Königin in Hannover und Adolf Georg Otto von Kaufmann († 1848) ebenfalls Verwaltungsjurist.